# إرل هارستاد
إرل هارستاد (بالنرويجية البوكمول: Erle Harstad)‏ هي متزلجة فنية نرويجية، ولدت في 6 أغسطس 1990 في باروم في النرويج.

## وصلات خارجية
- إرل هارستاد على موقع الاتحاد الدولي للتزلج (الإنجليزية)
- إرل هارستاد على موقع IMDb (الإنجليزية)